# ABC Coding Solutions
ABC Coding Solutions (à l'origine Alternative Link) est une entreprise informatique américaine fondée en 1996 et spécialiste de la gestion électronique de l'assurance maladie aux États-Unis.

## ABC codes
Conforme à la loi fédérale HIPAA de 1996, son système ABC codes gère tous les besoins d'identifiants nécessaires au programme de dématérialisation de la gestion traditionnelle de la santé et répond au manque de solutions modernes du département de la Santé et des Services sociaux des États-Unis. La solution ABC codes permet ainsi la couverture sociale de 80 % des assurés sociaux aux États-Unis.

## Personnalités liées à l'entreprise
- Daniel Robbins